# Rallus longirostris levipes
Rallus longirostris levipes is een ondersoort van de klapperral uit de familie van rallen.

## Verspreiding

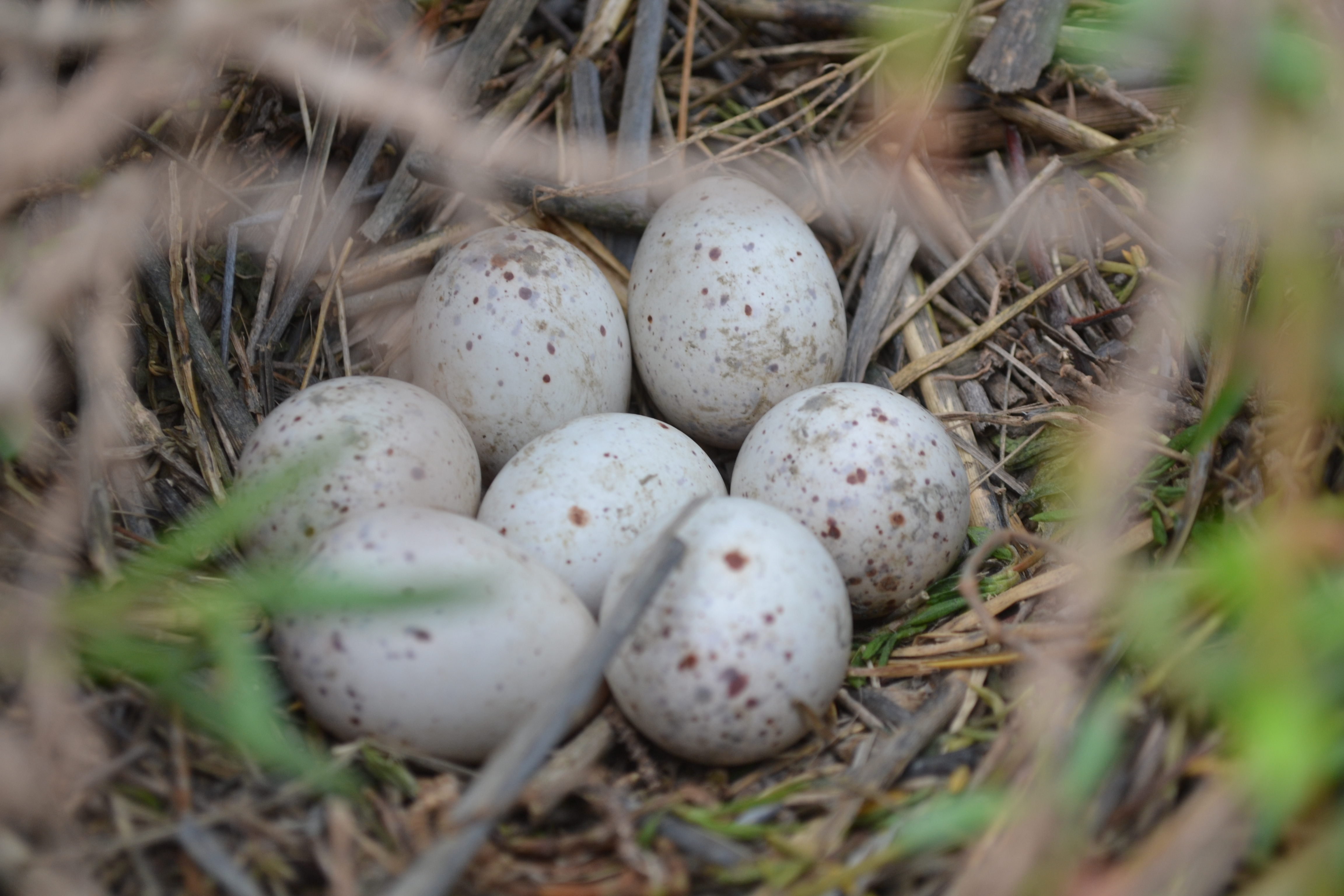
De eieren van r. l. levipes.

De soort komt voor in zuidwestelijk Californië tot noordelijk Baja California (Mexico).